# Acraea horta
Acraea horta är en fjärilsart som beskrevs av Carl von Linné 1764. Acraea horta ingår i släktet Acraea och familjen praktfjärilar. Inga underarter finns listade i Catalogue of Life.

## Bildgalleri

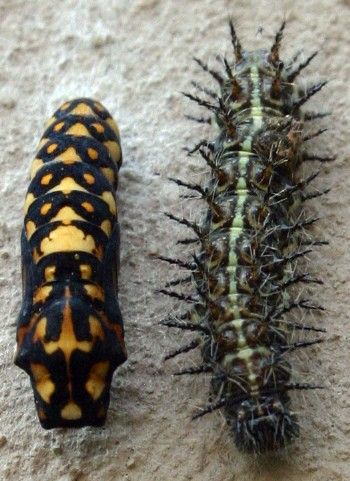
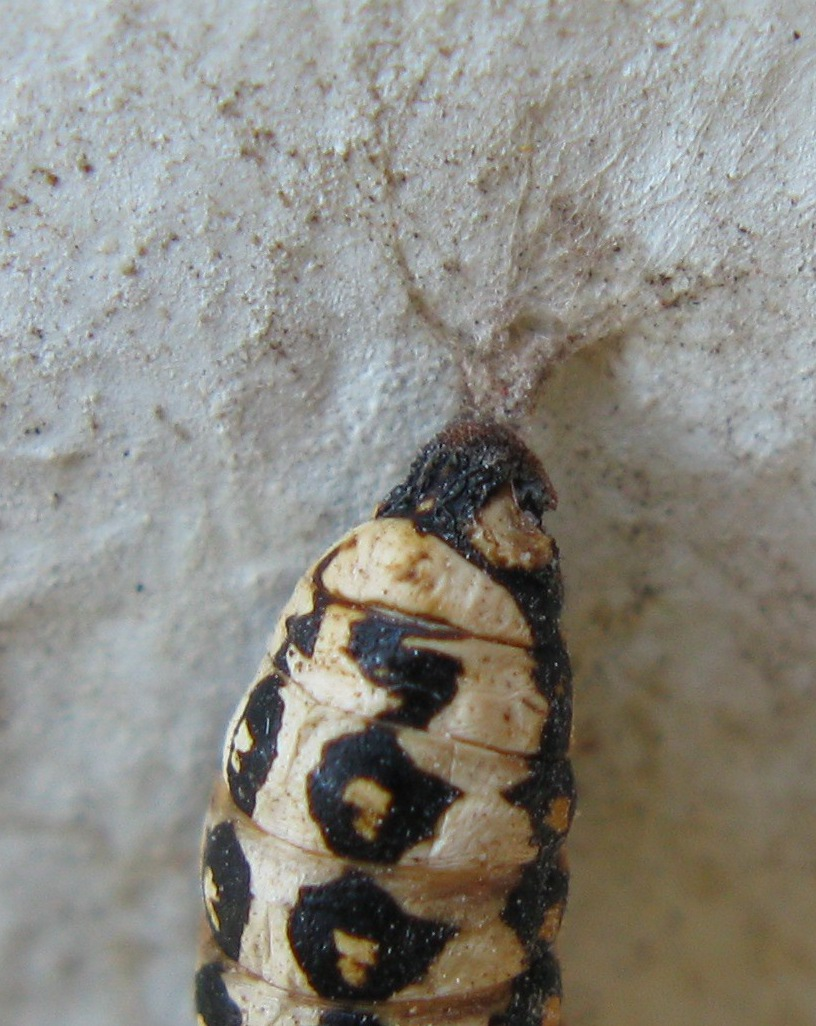
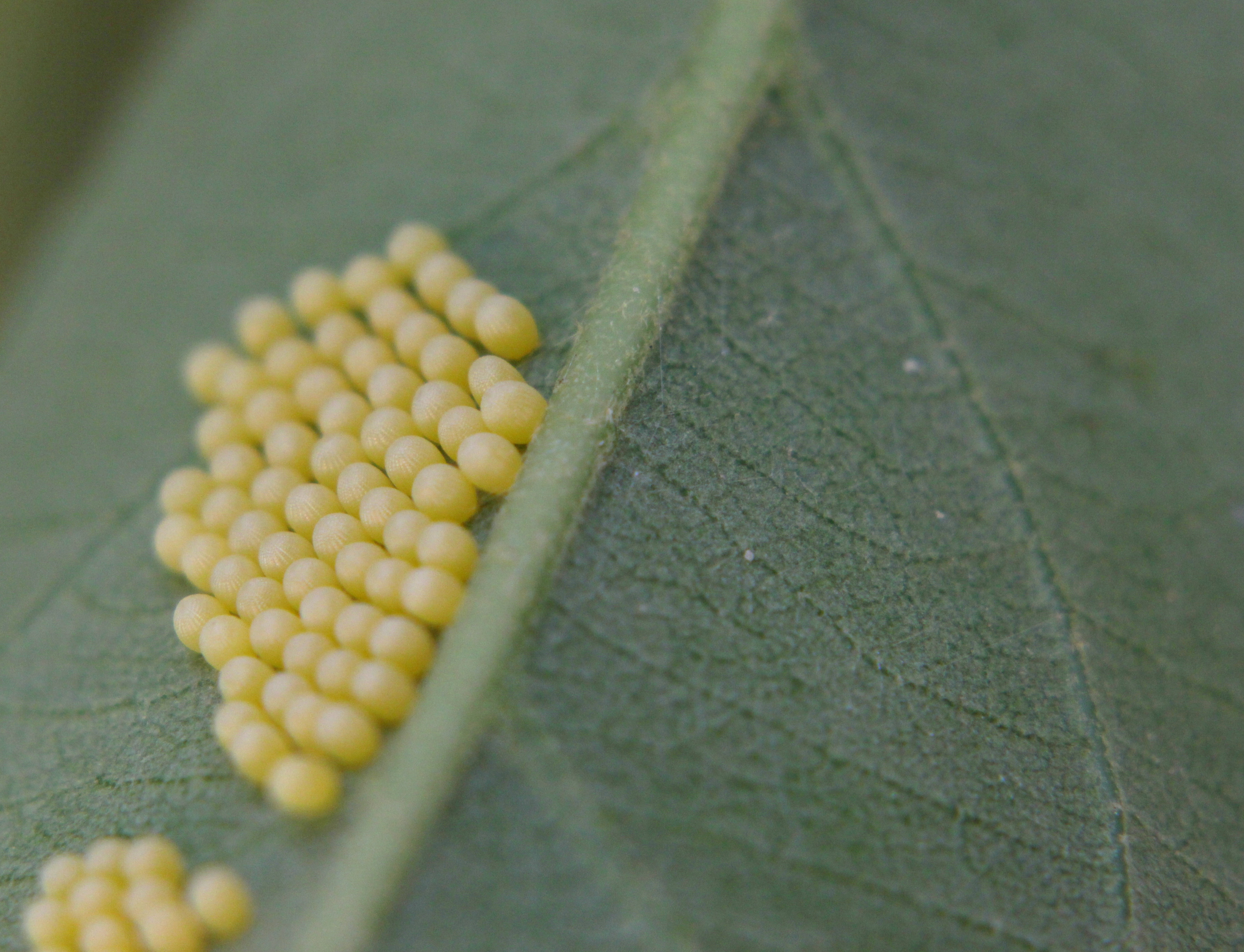
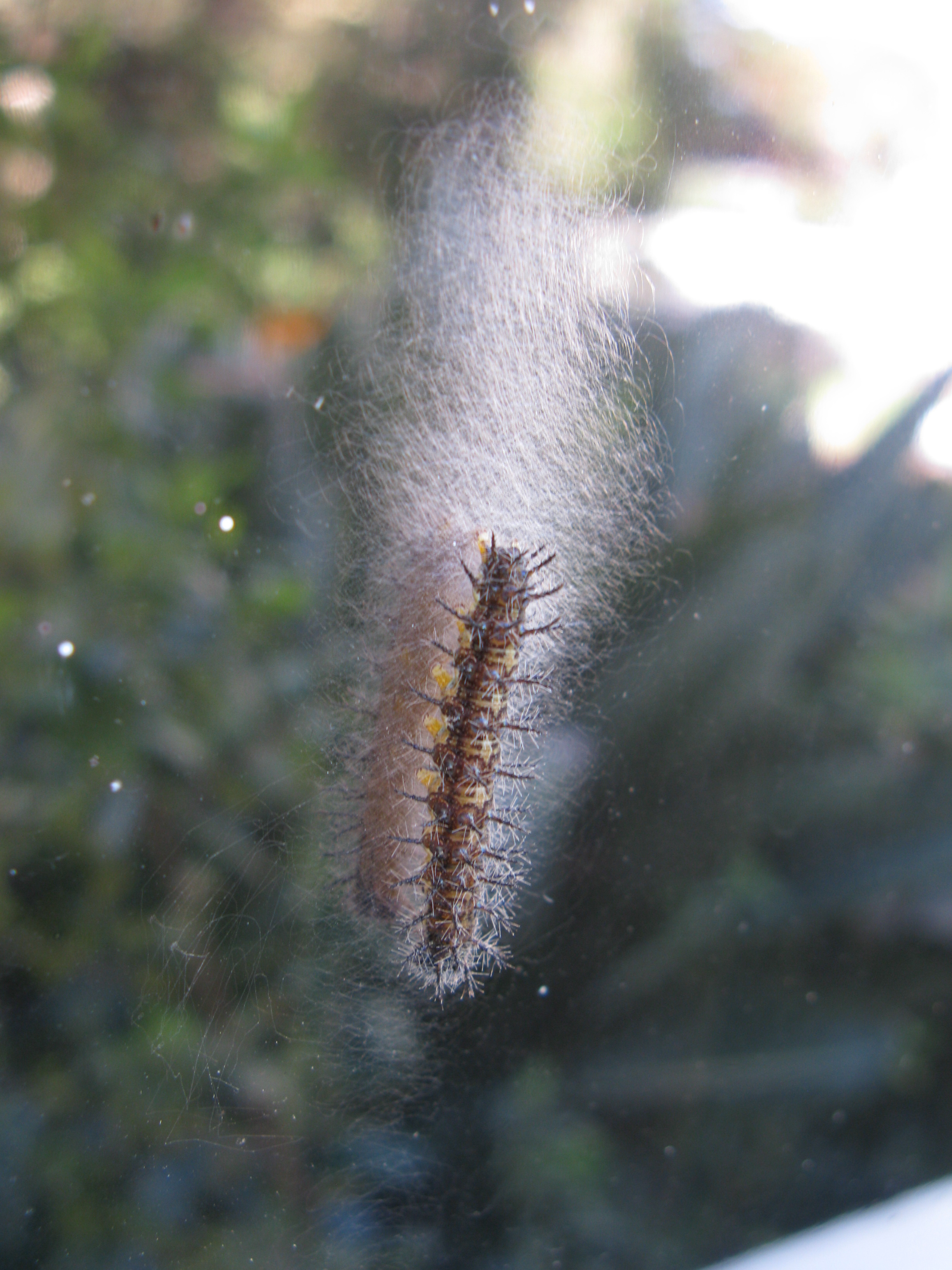
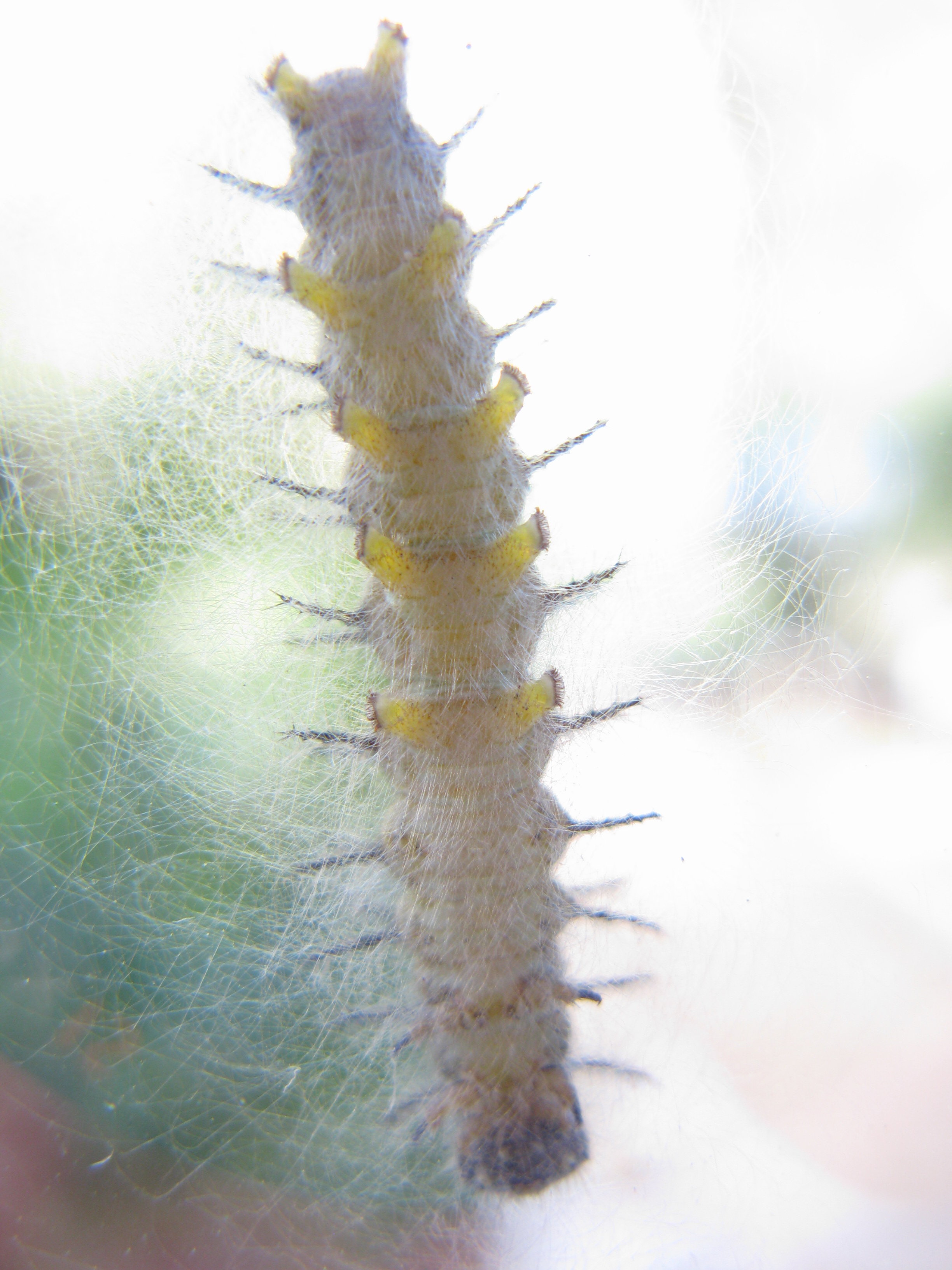